# Studios Hergé
Studios Hergé foi uma empresa fundada pelo cartunista belga Hergé que entre 1950 e 1986, atuou na produção de histórias de banda desenhada da série As Aventuras de Tintin e produtos derivados.